# Ostrov svaté Heleny (film)
Ostrov svaté Heleny je debutový celovečerní film režiséra Vlastimila Šimůnka z roku 2011.
Děj by měl vyprávět o stárnoucím muzikantovi ze zaoceánských lodí hledajícím ztracenou dceru, která žije ve Svaté Heleně v rumunském Banátu, kde učí děti české menšiny.
Film byl natočen v roce 2005 v Rumunsku a v letech 2006–2007 v Česku.

## Obsazení
| Laďa Kerndl        | František Kůzle           |
| Tatiana Vilhelmová | Helena Kůzlová            |
| Zuzana Slavíková   | Magda Kůzlová             |
| Pavel Bobek        | Gustav Mlejnek            |
| Bolek Polívka      | primář                    |
| Iva Kubelková      | barmanka Maruška          |
| Štefanie Táborská  | Štefi                     |
| Václav Táborský    | Vašek                     |
| Lada Jelínková     | žena s kočárkem           |
| Vlastimil Šimůnek  | ředitel školy             |
| Miroslav Albert    | autodopravce              |
| Karol Smorada      | pracovník rybářství       |
| Karel Zámečník     | hlas pracovníka rybářství |
| Milada Kerndlová   | Alena, Magdina kamarádka  |
| Miroslav Čuba      | Vlach, Magdin přítel      |
| Marie Karbulová    | teta Marjána              |

## Recenze
- Jaroslav Sedláček, Kinobox.cz, 25. února 2011   Archivováno 2. 3. 2011 na Wayback Machine.
- František Fuka, FFFilm, 22. února 2011